# Долбня, Матрёна Борисовна
Матрёна Борисовна Долбня (1900, Дергачёвский район — 19 апреля 1986, Промышленная, Кемеровская область) — звеньевая колхоза «Ударник полей» Промышленновского района Кемеровской области, Герой Социалистического Труда (1949).

## Биография
Родилась в 1900 году в одном из сельских населённых пунктов Харьковской губернии (на территории современного Дергачёвского района Харьковской области). В 1909 году переехала вместе с родителями в село Камысла (с 1936 года — посёлок Промышленная). С 1930 года — рядовая колхозница, с середины 1940-х годов — звеньевая овощеводческого звена.
В 1948 году звено Матрёны Долбни сдало в среднем с каждого гектара по 507,3 центнера картофеля на участке площадью 6,2 гектаров. Указом Президиума Верховного Совета СССР от 25 февраля 1949 года удостоена звания Героя Социалистического Труда «за получение высоких урожаев пшеницы, ржи и картофеля в 1948 году» с вручением ордена Ленина и золотой медали «Серп и Молот».
Этим же указом звания Героя Социалистического Труда были удостоены председатель Анатолий Никанорович Ермолов, бригадир Иван Иванович Веселов, звеньевые Любовь Васильевна Лебедева и Мария Моисеевна Шевченко.
В 1950 году председатель колхоза Анатолий Никанорович Ермолов был лишён звания Героя Социалистического Труда за недостоверные сведения о состоянии колхозного хозяйства и завышенные показатели по урожайности зерновых. Матрёна Долбня сохранила свой почётный статус Героя Социалистического Труда.
Воспитала семерых детей. В 1968 году вышла на пенсию. Проживала в посёлке Промышленная.

## Награды
- Герой Социалистического Труда
- Орден Ленина — дважды (08.04.1971; 1973)
- Медаль «Материнская слава» 2-й степени